# Pentaselenek diarsenu
Pentaselenek diarsenu (nazwa Stocka: selenek arsenu(V)), As
2Se
5 – nieorganiczny związek chemiczny z grupy selenków, w którym arsen występuje na V stopniu utlenienia.
Związek ten może zostać otrzymany w wyniku reakcji stechiometrycznych ilości obu pierwiastków. Inną metodą jest działanie kwasem na tetraselenoarsenian:
2Na
3(AsSe
4) + 6HCl → As
2Se
5 + 3H
2Se + 6NaCl
Pentaselenek diarsenu jest nierozpuszczalny w wodzie, etanolu i eterze dietylowym. W wysokiej temperaturze rozkłada się dając, poza gazowym selenem (Se
2), także odpowiednie niższe selenki arsenu: triselenek diarsenu (800 °C), diselenek diarsenu (900 °C) i selenek diarsenu (1100 °C).